# Камарі
Камарі (Камар) — в грузинській міфології — персонаж грузинського епосу про Амірані.
Камарі була прекрасною небесної дівою, дочкою повелителя погоди і грозових хмар, владики Каджая. Згідно з міфом, добра і віддана Камарі любила героя Амірані, який викрав її з заморської країни (як варіант — небесної вежі), здолавши її батька. На думку деяких дослідників, можливо, викрадення Камарі символізувало викрадення небесного вогню героєм-богоборцем.